# Playin’ to Win
Playin’ to Win — четвёртый студийный альбом американской группы Outlaws, выпущенный в 1978 году.

## Об альбоме
Playin’ to Win стал первой студийной записью, без одного из основателей группы гитариста-вокалиста Генри Пола, который был вторым по счёту фронтменом после Хью Томассона. В 1977 году Пол покинул группу для того, чтобы начать сольную карьеру. Его место занял Фредди Сэлем, с которым Outlaws ранее в 1978 году уже записали концертный альбом Bring It Back Alive. Продюсером альбома выступил Роберт Джон «Матт» Ланж (AC/DC, Def Leppard, Брайан Адамс), который помог группе подкорректировать своё звучание в сторону более гладкого, к которому стремилась группа после ухода Пола. Альбом вышел непохожим на предыдущие три альбома, чем остались недовольны многие фанаты южного рока.
Новобранец Сэлем внёс свой вклад в альбом в качестве собственноручно написанной баллады «Falling Rain».

## Список композиций
1. «Take It Any Way You Want It» (Джонс, Томассон) — 3:15
2. «Cry Some More» (Джонс, Томассон) — 3:40
3. «You Are the Show» (Томассон) — 4:56
4. «You Can Have It» (Арнольд) — 3:04
5. «If Dreams Came True» (Джонс, Ланж) — 2:48
6. «A Real Good Feelin'» (Джонс) — 4:30
7. «Love at First Sight» (Томассон) — 4:09
8. «Falling Rain» (Сэлем) — 2:45
9. «Dirty City» (Сазерлэнд) — 5:27

## Участники записи
- Харви Далтон Арнольд — бас-гитара, гитара, вокал
- Дэвид Дикс — перкуссия, конга, ударные
- Майк Дьюк — клавишные
- Билл Джонс — гитара, вокал
- Фредди Сэлем — гитара, вокал, слайд-гитара
- Хьюи Томассон — акустическая гитара, гитара, банджо, педал-стил-гитара, вокал
- Монте Йохо — перкуссия, ударные

Остальной персонал
- Роберт Джон «Матт» Ланж — продюсер, аранжировщик
- Родни Миллс — инженер
- Рон Келлум — арт-директор, дизайн
- Джерард Хаерта — дизайн
- Джон Барретт — фотография

## Чарты
Альбом
| Год  | Чарт       | Позиция |
| ---- | ---------- | ------- |
| 1978 | Pop Albums | 60      |